# Hug I de Xipre
Hug I de Xipre o Hug de Lusignan (1194/1195 - 10 de gener del 1218), va ascendir al tron del Regne de Xipre l'1 d'abril del 1205, sent encara menor d'edat, en morir el seu ancià pare Amalric de Lusignan, rei de Xipre i rei consort de Jerusalem. La seva mare era Esquiva d'Ibelin, hereva de la branca dels Ibelín que havien posseït Bethsan i Ramla.

## Biografia
Des del seu naixement, va ser promès amb Felipa, filla d'Enric II de Xampanya, rei de Jerusalem, i Isabel I de Jerusalem, mentre els seus dos germans es van prometre a dos germans d'Alícia. L'objectiu d'aquests compromisos era aconseguir la successió en els dos regnes (Xipre i Jerusalem), la situació dels quals era un xic confusa des de l'expulsió de Guiu de Lusignan del Regne de Jerusalem. No obstant això, Enric de Xampanya va morir poc després del 1197, i va ser triat rei Amalric de Lusignan, amb el qual els compromisos van ser cancel·lats.
Amalric II de Jerusalem va morir l'1 d'abril del 1205, i els dos regnes van tornar a separar-se. Maria de Montferrat, filla de Conrad de Montferrat i d'Isabel I de Jerusalem, va pujar al tron de Jerusalem sota la regència de Joan d'Ibelin, mentre que Hug va pujar al tron de Xipre, sota la regència de Gautier de Montbéliard.
Gautier de Montbéliard va ser un fidel regent, encara que sever i cobejós, enriquint-se durant la regència. Sembla que va marcar molt el caràcter del jove rei. El 1206/07 va liderar una expedició a Antalya per rescatar al seu mestre, Aldobrandini, amenaçat pels turcs, però finalment va caure en 1207. Per enfortir les aliances entre els dos regnes, els dos regents (de Jerusalem i Xipre) van organitzar les noces d'Hug I al setembre del 1210, no amb la seva antiga promesa, sinó amb la germana, Alícia de Xampanya i Jerusalem. Felipa, que encara no estava casada, va contreure matrimoni el 1213 amb un senyor de la Xampanya, Erard de Brienne, senyor de Ramerupt i Venizy.
El 1210, malgrat la seva cobdícia, Gautier de Montbéliard va deixar la regència. El rei, ple de vergonya en saber que havia usurpat diners, va confiscar els seus béns i el va exiliar. Gautier va marxar a Sant Joan d'Acre, on va ser rebut cordialment i això va provocar una situació de tensió entre tots dos regnes.
Hug va esdevenir un rei tirànic, sovint enutjat i violent, però, segons la Continuació de la crònica de Guillem de Tir, la còlera no li durava massa temps. Un conflicte sobre el nomenament de bisbes el va enfrontar al papa Innocenci III, encara que al final va cedir i va permetre la lliure elecció en els capítols. Els seus successors tornarien a incidir sobre aquest punt. Per garantir la defensa militar de l'illa, Hug va promoure la implantació tant de l'Orde del Temple, com de l'Orde de l'Hospital de Sant Joan.
El 1213, es va enfrontar al patriarca llatí de Constantinoble per la qüestió de la plena independència de l'Església de Xipre, sota autoritat real. Després del IV Concili de Letran, l'Església de Xipre va mantenir la seva independència.
A principis del 1218, la seva germanastra Melisenda de Lusignan es va casar amb el príncep Bohemon IV d'Antioquia. Poc després del convit, Hug va caure malalt i va morir el 10 de gener del 1218 a Trípoli.

## Matrimoni i fills
Hug es va casar a Nicòsia el setembre de 1210 amb Alícia de Xampanya i Jerusalem (1195/96 - 1246), filla de la reina Isabel I de Jerusalem, última esposa del pare d'Hug, i d'Enric II de Xampanya, un marit anterior a Amalric. La parella va tenir tres fills:
- Maria de Lusignan (abans del març del 1215-1252 o 1254), casada el 1233 amb Gautier IV de Brienne (1200 - assassinat al Caire el 1244), comte de Brienne i de Jaffa. Va ser la mare d'Hug de Brienne (1240 - 1296), comte de Lecce i Brienne i pretendent als regnes del Llevant quan la línia successòria del seu oncle Enric va començar a extingir-se. Aquesta demanda es va transmetre fins al seu net Gautier V de Brienne i els seus descendents són els hereus del rei Amalric I de Xipre i del mateix Hug I.
- Isabel de Lusignan (1216-1264), casada el 1233 amb Enric d'Antioquia. Va ser la mare d'Hug III de Xipre i ancestre de la denominada com a segona línia successòria de la casa Lusignan.
- Enric de Lusignan (1217-1253), amb el mateix nom que el seu avi matern, va esdevenir el 1218 en Rei de Xipre a la mort del seu pare, amb la seva mare en qualitat de regent.

Va morir a Trípoli i va ser enterrat a l'Església dels Hospitalers de Trípoli. Posteriorment va ser traslladat a l'Església dels Hospitalers a Nicòsia.